# Batyrosaurus
Batyrosaurus là một chi khủng long, được Godefroit Escuillié Bolotsky & Lauters mô tả khoa học năm 2012.